# Theodor Reineck

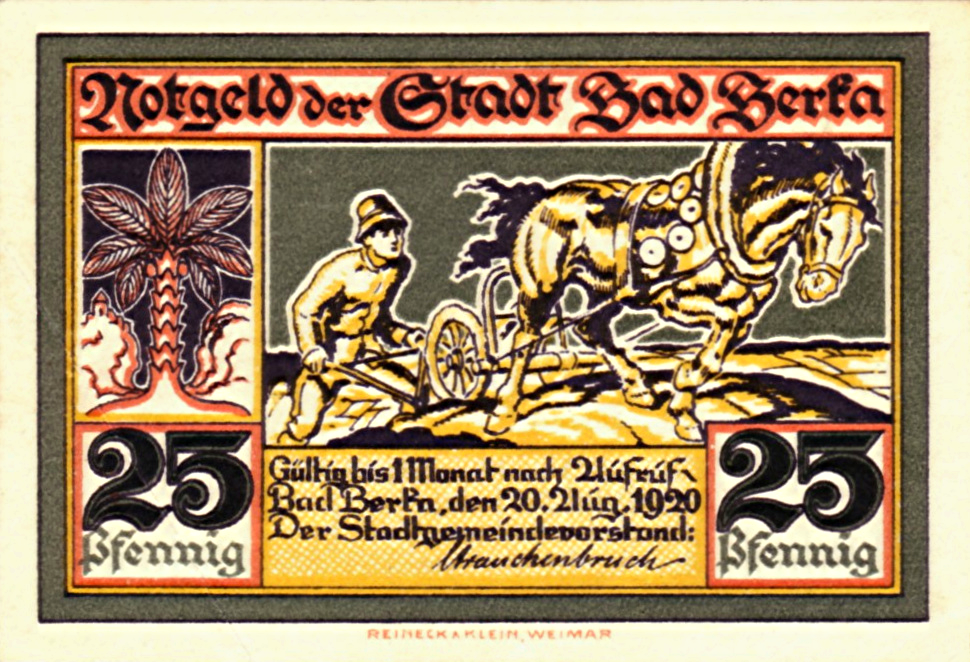
Notgeld Bad Berka Vorderseite aus der Druckerei Reineck & Klein

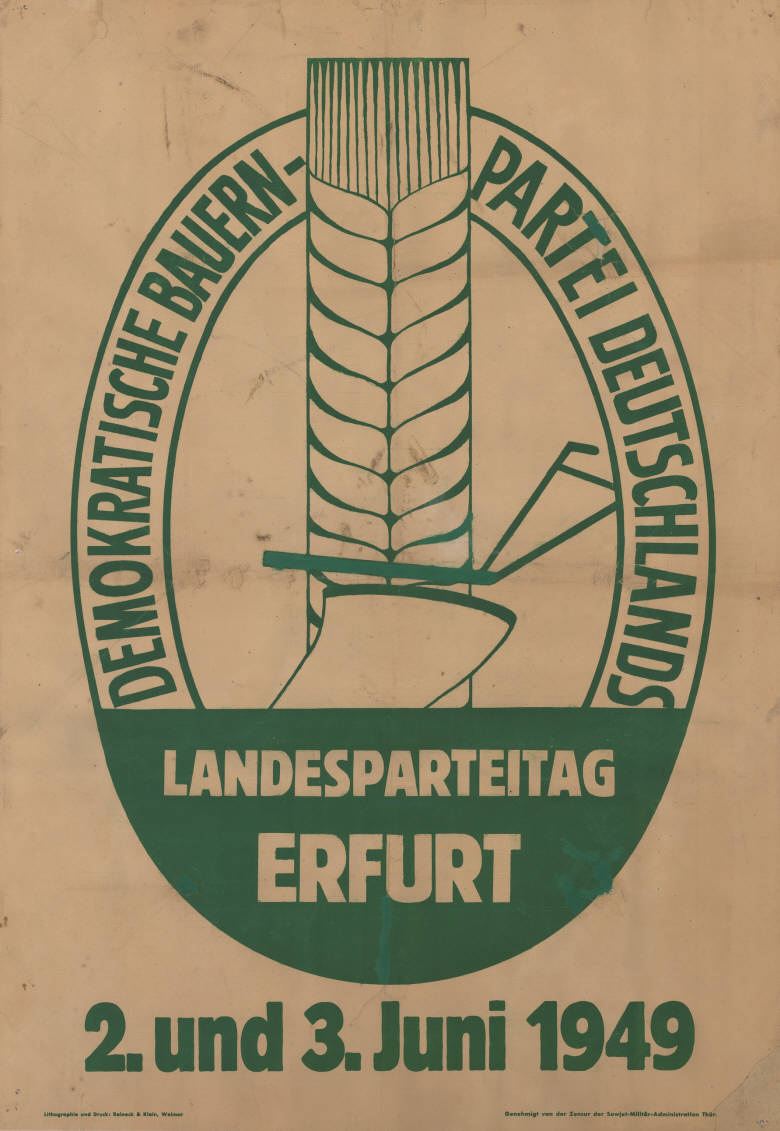
Plakat für den 1. Landesparteitag in Erfurt 1949

Theodor Reineck (1839–1930) war ein deutscher Dekorationsmaler, Typograph und Illustrator in Weimar.

## Wirken
Bekannt sind seine farbigen verzierten Alphabete. Diese Sammlung wurde mehrfach aufgelegt und wurde sehr geschätzt. Er gab diese Vorlageblätter für Firmenschreiber, Bild- und Steinhauer, Eisen- und Zinngießereien heraus. Im Weimarer Adreßbuch erscheint Reineck als Faktor und Lithograph. 1899 firmierte er als Theodor Reineck & Co. Im Adreßbuch von 1904 erscheint eine lithographische Anstalt Reineck & Klein, als deren Inhaber die Lithographen H. Landmann, H. Rabe, die Steindrucker Neurath und der Buchdrucker R. Klein genannt werden. Reineck hatte sich demzufolge vom Unternehmen zurückgezogen. In derselben Spalte ist er als Lithograph und Privatmann aufgeführt. Darin erschienen auch Farbdrucke von Bauhaus-Meistern wie z. B. Wassily Kandinsky. Auch das Plakat für die Bauhausausstellung von 1923 von Fritz Schleifer wurde hier gedruckt. Nach dem Ersten Weltkrieg wurde in der Druckerei Reineck & Klein auch Notgeld gedruckt. Die Firma bestand zumindest 1949 noch. So wurde 1949 für den 1. Landesparteitag der Demokratischen Deutschen Bauernpartei in Erfurt das Plakat hier gedruckt.
Reineck war auch im Weimarer Turnverein aktiv. Streitigkeiten innerhalb des Turnvereines führten Mai 1873 zur Gründung eines zweiten Turnvereines, des Turnerbundes, der auf Initiative des Weimarer Lithographen Theodor Reineck zustande kam.

## Werke (Auswahl)
- Theodor Reineck: Die Grund-Elemente der Firmen-Malerei, Bernhard Friedrich Voigt, Weimar 1875.
- Ders.: Verzierte farbige Alphabete, Bernhard Friedrich Voigt, Weimar 1883.
- Ders.: Zierschriften in altdeutschen Renaissance- und Barock-Stil: Vorlagen für Decorations, Glas- und Porzellanmaler, Firmen-, Diplom- und Plakatschreiber, Hrsg. von Theodor Reineck, Voigt, Leipzig 1899.
- Ders.: Moderne Lackschriften, Voigt, Leipzig, 1908.
- Ders.: Moderne Schriften : Vorlagen für Firmenschreiber, Dekorations-, Glas- und Porzellanmaler, Voigt, 3. verbesserte Aufl., Leipzig 1922.
- Bearbeitung und Neuherausgabe von Heinrich Weishaupt: Gesamtgebiet des Steindrucks; oder vollständige theoretisch-praktische Anweisung zur Ausübung der Lithographie, Voigt, Leipzig 1895.